# Korong Gadang
Korong Gadang is een bestuurslaag in het regentschap Padang van de provincie West-Sumatra, Indonesië. Korong Gadang telt 17.111 inwoners (volkstelling 2010).